# فيليب أبيلسون
فيليب أبيلسون (بالإنجليزية: Philip Abelson)‏ عالم فيزياء أمريكي [1913 – 2004] ومحرر وكاتب علمي.
درس الكيمياء والفيزياء في جامعة كاليفورنيا في بيركلي، حيث حصل على درجة الدكتوراه في الفيزياء النووية. وعمل مساعدا لإرنست لورانس. وكان من أوائل العلماء الأمريكيين الذين أكدوا إمكانية حدوث الانشطار النووي عام 1939.
وقد تعاون مع لويس الفاريز الحائز على جائزة نوبل في مجال الأبحاث النووية. وشارك في اكتشاف النبتونيوم في 8 يونيو 1940 مع إدوين ماكميلان. ومنح ماكميلان جائزة نوبل على هذا الاكتشاف. وكان مساهما رئيسيا في مشروع مانهاتن خلال الحرب العالمية الثانية. وكان ذا صلة وإن لم تكن رسمية بمشروع القنبلة الذرية. وقد ابتكر تقنية لخلق كمية كبيرة من الوقود النووي المطلوب لبناء قنبلة ذرية.
وبعد الحرب انصب اهتمامه في مجال إلحاق الطاقة النووية في مجال السفن والغواصات. وكتب التقارير الأولى التي يوضح بها إمكانية تركيب مفاعل نووي في الغواصة، وكيفية تزويد الغواصة بالدفع والطاقة الكهربية منه. كما كتب عن إمكانية جعل الغواصة كمنصة إطلاق صواريخ، أي تحويلها إلى غواصة نووية. وفي وقت لاحق تم دعم هذا التصور من قبل الأدميرال هيمان ريكوفر وآخرون. وتحت إشراف ريكوفر أصبح هذا التصور حقيقة حين صنعت أول غواصة نووية في العالم وهي يو إس إس نوتيلوس.
وله أيضا باع طويل في مجال الكتابة للمجلات والدوريات العلمية. وبين عامي 1951 حتى 1971 شغل منصب مدير المختبر الجيوفيزيائي في معهد كارنيغي في واشنطن.

## جوائز
- جائزة كالينغا لتبسيط العلوم من منظمة اليونسكو مناصفة مع البريطاني نايجل كالدر (1972)